# Хигаси-Муроран (станция)
Станция Хигаси-Муроран (яп. 東室蘭駅 хигаси муроран эки) — железнодорожная станция в японском городе Муроран, обслуживаемая компанией JR Hokkaido. Поезда «Хокуто» и «Судзуран» останавливается на этой станции.

## История
Станция Хигаси-Муроран была открыта 1 августа 1892 года. С приватизацией JNR она перешла под контроль JR Hokkaido.

## Линии
- JR Hokkaido
  - Главная линия Муроран

## Планировка
Платформы
| 2 | ■Линия Муроран | на станцию Муроран           |
| 3 | ■Линия Муроран | на станции Муроран и Саппоро |
| 4 | ■Линия Муроран | на станции Хакодате          |
| 5 | ■Линия Муроран | на станции Саппоро           |